# Yeray Álvarez
Yeray Álvarez López (Barakaldo, 24 januari 1995) is een Spaans voetballer die doorgaans als centrale verdediger speelt. Hij stroomde in 2016 door vanuit de jeugd van Athletic Bilbao.

## Clubcarrière
Álvarez is afkomstig uit de jeugdopleiding van Athletic Bilbao. Hij deed wedstrijdervaring op bij CD Baskonia en Bilbao Athletic, twee satellietclubs van Athletic. Hij debuteerde op 15 september 2016 in de UEFA Europa League, tegen US Sassuolo. Drie dagen later volgde zijn competitiedebuut, tegen Valencia CF. Álvarez kreeg op 24 september 2015 zijn eerste basisplaats in de competitie, tegen Sevilla.
Álvarez werd op 23 december 2016 geconfronteerd met de diagnose teelbalkanker. Nadat hij hiervan herstelde, verlengde Bilbao in februari 2017 zijn contract tot medio 2022. Doktoren troffen tijdens een controle in juni 2017 opnieuw kanker aan bij Álvarez. Hij werd drie maanden later opnieuw genezen verklaard.